# 6084 Bascom
A 6084 Bascom (ideiglenes jelöléssel 1985 CT) a Naprendszer kisbolygóövében található aszteroida. Carolyn Shoemaker és Eugene Merle Shoemaker fedezte fel 1985. február 12-én.